# 曼利奥·莫罗
曼利奥·莫罗（義大利語：Manlio Moro，2002年3月17日—），意大利男子自行车运动员，2022年欧洲场地自行车锦标赛男子个人追逐赛铜牌得主、2022年世界场地自行车锦标赛男子团体追逐赛银牌得主、2023年欧洲场地自行车锦标赛男子团体追逐赛金牌得主、2023年世界场地自行车锦标赛男子团体追逐赛银牌得主。